# Oklahoma Wranglers
Die Oklahoma Wranglers waren ein Arena-Football-Team aus Oklahoma City, Oklahoma, das in der Arena Football League (AFL) spielte. Das Franchise wurde 1995 als Memphis Pharaos gegründet und zogen über Portland, wo sie als Portland Forrest Dragons spielten, im Jahr 2000 nach Oklahoma City.

## Geschichte

### Memphis Pharaos (1995–1996)
Das Franchise wurde 1995 in Memphis, Tennessee gegründet. Nachdem man im ersten Jahr noch die Playoffs erreicht hatte, allerdings bereits in der ersten Runde gescheitert war, schloss man die zweite Saison mit keinem einzigen Sieg und vierzehn Niederlagen ab.

### Portland Forest Dragons (1997–1999)
Zu Beginn der Saison 1997 zog das Franchise von Memphis nach Portland, Oregon um. Es sollte das erste AFL-Franchise in Portland sein. Etwas später sollte die Stadt die Portland Thunder bzw. Portland Steel bekommen.
Doch auch in Portland blieb der Erfolg des Franchises überschaubar. Nur dreizehn Siege wurden in den drei Jahren in Portland geholt. Dem gegenüber stehen 29 Niederlagen. Die Playoffs wurden in allen Spielzeiten verpasst.
Laut einem Bericht des Memphis Business Journals machte das Franchise 1997 einen Verlust von über 1 Million Dollar.
Erwähnenswert sollte der Name Oronde Gadsden sein. Dieser wurde zum Rookie of the Year 1998 in der AFL gewählt und unterschrieb daraufhin einen Profivertrag bei den Miami Dolphins in der NFL. Vor seinem Engagement bei den Forest Dragons, spielte der zudem für ein Jahr bei den Frankfurt Galaxy in der NFL Europe in Deutschland.

### Oklahoma Wranglers (2000–2001)
Zur Saison 2000 wurde das Franchise verkauft und wechselte ein letztes Mal seinen Standort und zog nach Oklahoma City, Oklahoma. Auch in Oklahoma wurde in zwei Jahren keine Playoffteilnahme verbucht, sodass sich das Franchise Ende 2001 endgültig auflöste.
2010 sollte Oklahoma City mit den Oklahoma City Yard Dawgz für ein Jahr ein weiteres AFL-Franchise erhalten.

## Saisonstatistiken
| Jahr | Team                    | Liga | S | N  | Playoffs erreicht | Playoffrunde                              |
| ---- | ----------------------- | ---- | - | -- | ----------------- | ----------------------------------------- |
| 1995 | Memphis Pharaos         | AFL  | 6 | 6  | ja                | N Viertelfinale gg. Tampa Bay Storm 41:35 |
| 1996 | Memphis Pharaos         | AFL  | 0 | 14 | nein              |                                           |
| 1997 | Portland Forest Dragons | AFL  | 2 | 12 | nein              |                                           |
| 1998 | Portland Forest Dragons | AFL  | 4 | 10 | nein              |                                           |
| 1999 | Portland Forest Dragons | AFL  | 7 | 7  | nein              |                                           |
| 2000 | Oklahoma Wranglers      | AFL  | 7 | 7  | nein              |                                           |
| 2001 | Oklahoma Wranglers      | AFL  | 5 | 9  | nein              |                                           |

## Zuschauerentwicklung
| Jahr | Team                    | Liga | Zuschauerdurchschnitt |
| ---- | ----------------------- | ---- | --------------------- |
| 1995 | Memphis Pharaos         | AFL  | 10.722                |
| 1996 | Memphis Pharaos         | AFL  | 5.245                 |
| 1997 | Portland Forest Dragons | AFL  | 9.517                 |
| 1998 | Portland Forest Dragons | AFL  | 10.045                |
| 1999 | Portland Forest Dragons | AFL  | 7.179                 |
| 2000 | Oklahoma Wranglers      | AFL  | 10.067                |
| 2001 | Oklahoma Wranglers      | AFL  | 8.032                 |